# Coyotos
Coyotos je operační systém zaměřený na spolehlivost a bezpečnost. Je vyvíjen ve výzkumných laboratořích na univerzitě Johna Hopkinse v Baltimore v USA na platformě AMD64 a x586.
Coyotos vychází z operačního systému EROS.